# 勒布尼茨安代林德
勒布尼茨安代林德（德語：Löbnitz an der Linde，意为“椴树旁的勒布尼茨”）是德国萨克森-安哈尔特州克滕的市辖区，包含勒布尼茨安代林德和文多夫（Wenndorf）。 

## 地理位置
勒布尼茨安代林德位于克滕西南约8公里处，位于历史悠久的安哈尔特地区。